# Die Würghand
Die Würghand, auch geführt unter dem Titel Der Weibsteufel, ist ein österreichisches Stummfilmkriminaldrama aus dem Jahre 1920 von Cornelius Hintner mit Carmen Cartellieri in der Hauptrolle. 

## Handlung
Österreich in der frühen Nachkriegszeit mit all ihrem sozialen Elend. Die junge Wienerin Rose verdient sich mühsam ihren Lebensunterhalt mit dem Blumenverkauf. Sie und ihr Lebensgefährte Toni wollen mehr vom Leben als bisher, und so ist die junge Frau auf der Suche nach einem reichen Gönner, den das Paar nach Herzenslust schröpfen kann. Ihr erstes Opfer ist ein finanziell gut ausgestatteter Bankier, der zum Glück auf Roses Avancen anspringt. Auch sein Neffe Baron Edgar Stein zeigt Interesse an dem Blumenmädchen. Rose sieht in ihm die Chance, im Leben weiterzukommen und erwidert dessen Zuneigung. Man beginnt hinter Tonis Rücken eine Affäre. Toni selbst benötigt mal wieder dringend Geld, und so plant er, den Bankier auszurauben. Als der reiche Mann früher als geplant von einer Geschäftsreise heimkehrt, sieht er Rose und Toni in einer verfänglichen Situation und ahnt, dass er einem Gaunerpärchen aufgesessen ist. In dieser „Notsituation“ greift Toni zum Revolver und schießt den Bankier kurzerhand nieder. In Panik fliehen er und Rose gemeinsam. Sie finden einen Unterschlupf in einer Waldhütte am Semmering. Toni gibt sich anderen gegenüber nunmehr als Roses Bruder aus und baut rasch eine Schmugglerbande mit sich als Chef auf. 
Rose und Toni entfernen sich voneinander, denn Rose verzeiht es Toni nicht, dass er sie durch seine Mordtat am Bankier gezwungen hat, abzutauchen. In einem nahe ihrem Versteck befindlichen Dorf lernt sie den Bauern Hannes kennen, und auch dieser Mann verfällt der Schönen rasch mit Haut und Haar. Hannes, ein kraftstrotzender Rohling, wird von den Dörflern wenig schmeichelhaft „Die Würghand“ genannt. Er will Rose unbedingt heiraten. Um den ihr jetzt nur noch als Hindernis erscheinenden Toni loszuwerden, lässt sie ihn absichtlich ins offene Messer rennen: Als bei einem nächtlichen Schmuggelunternehmen die Polizei auf seiner Spur ist, warnt sie trotz ihrer Kenntnisse nicht. Bei der Konfrontation zwischen Schmuggler und Staatsmacht wird Toni von einem Polizisten erschossen. Schließlich taucht der schmucke Baron Stein wieder auf, denn er ist Herr des nahe gelegenen Schlosses. Alte Gefühle kochen bei Rose hoch, und ein wohlhabender Adeliger erscheint ihr allemal begehrenswerter als ein tumber Kraftmeier mit einem zweifelhaften Beinamen. Hannes bemerkt Roses doppeltes Spiel und dass er abserviert werden soll. Rose wartet nur noch eine Gelegenheit ab, Hannes zu beseitigen, doch dessen von einem Schlaganfall gezeichneter Vater kann sie im letzten Moment von ihrem mörderischen Tun abhalten. 

## Produktionsnotizen
Die Würghand entstand 1920 und wurde, je nach Quelle, auch in eben diesem Jahr bzw. 1922 uraufgeführt.
Der Film ist auf DVD erhältlich.

## Rezeption
Auf trugbilder.blogspot heißt es: „Der Film selbst ist mit seinen 69 Minuten sehr kurzweilig. Die Handlung wird ohne große Umschweife sehr geradlinig erzählt, "Pausen" gönnt sich der Film hier keine. Was die Schauspieler angeht, kann man sagen, dass Carmen Cartellieri  … durchaus genügend Ausstrahlung und Charisma hatte, um einen solchen Film im Alleingang tragen zu können, man kauft ihr die Femme Fatale problemlos ab. Da die Männer in "Die Würghand" eigentlich nichts anderes zu tun haben, als ihre Opfer zu spielen und ihr zu verfallen, ist es natürlich doppelt wichtig, dass die Rolle der Rose glaubhaft verkörpert wurde.“